# Diccionario universal de la lengua castellana, ciencias y artes
El Diccionario universal de la lengua castellana, ciencias y artes es una obra publicada entre 1875 y 1881 bajo la dirección de Nicolás María Serrano.

## Descripción
La obra consta de 16 volúmenes y fue escrita bajo la dirección de Nicolás María Serrano. A medio camino entre el diccionario y la enciclopedia, usó para su redacción otros diccionarios, en especial franceses. En palabras del conde de la Viñaza la obra es «nula en la parte de etimología de las palabras, y muy escasa en las acepciones de éstas y respecto de las definiciones, se reduce en general á copiar o traducir lo que se halla escrito en otros libros».